# David Torrence
David Torrence (Okinawa, 26 de noviembre de 1985-Scottsdale, Arizona, 28 de agosto de 2017) fue un corredor peruanoestadounidense de media distancia y un récord americano en los 1000 metros —activo—. Torrence representó al Perú en los Juegos Olímpicos de 2016.

## Biografía

### Carrera
Nació en Okinawa, Japón, se crio en Tarzana, California. Luego de graduarse de la Escuela Secundaria Loyola en 2003, compitió por UC Berkeley con el auspicio de Hoka One One y se graduó en 2008.
En 2009, David Torrence terminó 17.º en un tiempo de 3:42.40 en los Campeonatos de Atletismo de Estados Unidos. El mismo trofeo los ganó en los dos siguientes años.
En el Campeonato de atletismo de los Estados Unidos 2010, David Torrence terminó cuarto, en los Campeonatos de Atletismo de Estados Unidos 2011, finalizó sexto. En 2012, ganó la Falmouth Mile con un tiempo de 3:55.79.
David Torrence tuvo un récord en la temporada de interior en 2014. Consiguió el récord estadounidense para el 1000 m cubierto, el récord mundial en el interior 4x800 y también corriendo bajo el anterior récord americano en 2000 m. En 2015, el atleta peruano terminó quinto en un táctico de 5000 metros con un tiempo de 13:52.24.
El Comité Olímpico Internacional (COI) confirmó que David Torrence fue capacitado para competir en la defensa de la selección peruana en los Juegos Olímpicos de Río de Janeiro 2016, Enseguida, se nacionalizó peruano: clasificó a la final en un récord nacional en 13:23.20 en el Atletismo en los Juegos Olímpicos de 2016 - 5000 metros de los hombres.
«No solo quiero correr por el Perú sino que quiero ayudar en el desarrollo de los atletas de medio fondo. Tenemos el potencial, he visto a muchos buenos corredores, pero creo que aún falta mejorar en el tema de la preparación», contó David a El Comercio el año pasado durante los Juegos Olímpicos. «Quiero mostrarle al mundo que los peruanos pueden competir y ser los mejores del mundo», explicó David Torrence cuando fue consultado durante la competencia en Brasil sobre por qué competía por Perú. 
En su primera carrera como naturalizado, rompió el récord nacional de 1500. En los Juegos Olímpicos de Río de Janeiro 2016, aunque estaba clasificado para los 1500 y los 5000 metros, decidió correr únicamente esta última prueba y acabó en el puesto 13. Recientemente David Torrence no pudo pasar a semifinales de 1500 metros del Mundial de Londres 2017 al quedar en novena posición.

### Muerte
El 28 de agosto de 2017 se comunicó que fue hallado sin vida en una piscina de un hotel de la ciudad estadounidense de Scottsdale, Arizona. Según la policía local la muerte habría sido accidental, descartando un homicidio o asesinato. Todavía no han podido confirmar las causas de su muerte, aunque se presume que pudo sufrir un paro cardíaco o un edema pulmonar mientras se encontraba en la piscina de su condominio.